# Betty Bronson
Betty Bronson (17 de noviembre de 1906 - 19 de octubre de 1971) fue una actriz cinematográfica y televisiva estadounidense que inició su carrera en la época del cine mudo.

## Biografía
Su verdadero nombre era  Elizabeth Ada Bronson, y nació en Trenton, Nueva Jersey, siendo sus padres Frank y Nellie Smith Bronson. Empezó su carrera cinematográfica a los dieciséis años de edad interpretando un pequeño papel en el film Anna Ascends. 
A los diecisiete consiguió entrevistarse con J. M. Barrie, autor de Peter Pan. Barrie la eligió personalmente para interpretar el papel principal en la versión cinematográfica de su obra estrenada en 1924. A dicho papel habían aspirado tanto Gloria Swanson como Mary Pickford, pero Bronson lo consiguió por su gracia y ligereza naturales, probablemente obtenidas gracias a su experiencia con los Ballets Rusos. Aunque estuvo con ellos poco tiempo, quizás un par de semanas, la experiencia fue provechosa para su retrato de Peter Pan, especialmente en las escenas de vuelo. Bronson trabajó en Peter Pan con Mary Brian (Wendy Darling) y Esther Ralston (Mrs Darling), iniciando las tres una amistad que conservarían a lo largo de sus vidas. 
Tras Peter Pan, Bronson tuvo un papel importante en la película muda de 1925 Ben-Hur. En 1926 participó en otra historia de Barrie, A Kiss for Cinderella, un film que resultó un fracaso de taquilla. 
Bronson superó con éxito la transición al cine sonoro, siendo su primera cinta en el nuevo formato The Singing Fool (1928), con Al Jolson, trabajando posteriormente en Sonny Boy (1929), con Davey Lee. En 1930 hizo el primer papel femenino en el drama romántico The Medicine Man, con  Jack Benny.
Bronson siguió actuando en el cine hasta 1933, año en que se casó con Ludwig Lauerhass, y con el que tuvo un hijo, Ludwig Lauerhass, Jr. No volvería a rodar películas hasta Yodelin' Kid from Pine Ridge (1937), film protagonizado por Gene Autry.  En la década de 1960 retomó su actividad como actriz trabajando en diversas series televisivas y largometrajes. Su última actuación fue en un trabajo sin créditos en la película biográfica televisiva Evel Knievel (1971).
Betty Bronson falleció en 1971 en Pasadena (California), tras una prolongada enfermedad. Fue enterrada en el Cementerio Forest Lawn Memorial Park de Glendale, California.

## Filmografía
| Cine       | Cine                                      | Cine                          | Cine                                  |
| Año        | Título                                    | Personaje                     | Observaciones                         |
| ---------- | ----------------------------------------- | ----------------------------- | ------------------------------------- |
| 1922       | Anna Ascends                              | Pequeño papel                 | Sin créditos                          |
| 1923       | Java Head                                 | Janet Ammidon                 |                                       |
| 1923       | The Go-Getter                             | Pequeño papel                 | Sin créditos                          |
| 1923       | His Children's Children                   |                               | Sin créditos                          |
| 1923       | La Ciudad Eterna                          | Paje                          | Sin créditos                          |
| 1923       | Twenty-One                                |                               | Sin créditos                          |
| 1924       | Peter Pan                                 | Peter Pan                     |                                       |
| 1925       | Are Parents People? (Somos incompatibles) | Lita Hazlitt                  |                                       |
| 1925       | Not So Long Ago                           | Betty Dover                   |                                       |
| 1925       | The Golden Princess                       | Betty Kent                    |                                       |
| 1925       | A Kiss for Cinderella                     | Cenicienta (Jane)             |                                       |
| 1925       | Ben-Hur                                   | Mary                          |                                       |
| 1926       | The Cat's Pajamas (Boda convencional)     | Sally Winton                  |                                       |
| 1926       | Paradise                                  | Chrissie                      |                                       |
| 1926       | Everybody's Acting (La comedia social)    | Doris Poole                   |                                       |
| 1927       | Paradise for Two (Paraíso para dos)       | Sally Lane                    |                                       |
| 1927       | Ritzy                                     | Ritzy Brown                   |                                       |
| 1927       | Open Range                                | Lucy Blake                    |                                       |
| 1927       | Brass Knuckles                            | June Curry                    |                                       |
| 1928       | Companionate Marriage                     | Sally Williams                | Otro título: The Jazz Bride           |
| 1928       | The Singing Fool                          | Grace                         |                                       |
| 1929       | A Modern Sappho                           |                               |                                       |
| 1929       | Bellamy Trial                             | Reportera                     |                                       |
| 1929       | Sonny Boy                                 | Tía Winigred Canfield         |                                       |
| 1929       | One Stolen Night                          | Jeanne                        |                                       |
| 1929       | The Locked Door (La puerta cerrada)       | Helen Reagan                  |                                       |
| 1930       | The Medicine Man                          | Mamie Goltz                   |                                       |
| 1931       | Lover Come Back                           | Vivian March                  |                                       |
| 1932       | The Midnight Patrol                       | Ellen Gray                    |                                       |
| 1937       | Yodelin' Kid from Pine Ridge              | Milly Baynum                  | Otro título: The Hero from Pine Ridge |
| 1961       | Pocketful of Miracles                     | Mujer del alcalde             | Sin créditos                          |
| 1962       | Trampa a mi marido                        | Mrs. Boatwright               | Sin créditos                          |
| 1964       | The Naked Kiss (Una luz en el hampa)      | Miss Josephine                | Otro título: The Iron Kiss            |
| 1968       | Blackbeard's Ghost                        | Anciana                       |                                       |
| Televisión |                                           |                               |                                       |
| Año        | Título                                    | Papel                         | Observaciones                         |
| 1960       | My Three Sons                             | Mrs. Butler                   | 1 episodio                            |
| 1964       | Bob Hope Presents the Chrysler Theatre    |                               | 1 episodio                            |
| 1964       | Grindl                                    | Mrs. Cooper                   | 1 episodio                            |
| 1965       | Run for Your Life                         | Alma Sloan                    | 1 episodio                            |
| 1971       | Evel Knievel                              | Madre de hermandad de mujeres | Telefilm Sin créditos                 |